# Canal Pommerœul-Antoing
Le canal Pommerœul-Antoing a été construit entre 1823 et 1826 pour éviter au transport fluvial chargé du charbon du Borinage de passer par la France (via le Canal Mons-Condé) pour rejoindre l'Escaut en évitant ainsi de payer des taxes importantes. Le canal était long de 26 km. Le canal Pommerœul-Antoing a depuis été remplacé par le canal Nimy-Blaton-Péronnes qui permet le passage de bateaux de tonnage plus important.

## Surnom
Le canal est surnommé par la population locale "L'ancien canal", tandis que le canal Nimy-Blaton-Péronnes est surnommé "Le nouveau canal".